# Медаль «Генерал-полковник Дутов»
Меда́ль «Генера́л-полко́вник Ду́тов» — ведомственная медаль Министерства обороны Российской Федерации, учреждённая приказом Министра обороны Российской Федерации № 450 от 7 ноября 2006 года.

## Правила награждения
Согласно Положению медалью «Генерал-полковник Ду́тов» награждаются за большой личный вклад в развитие и совершенствование финансово-экономического обеспечения Вооружённых Сил, повышение социальной защиты личного состава Вооружённых Сил, проявившие при этом высокие профессиональные и деловые качества:
- военнослужащие и лица гражданского персонала финансово-экономических органов Вооружённых Сил, прослужившие (проработавшие) в этих органах 10 лет и более в календарном исчислении;
- граждане Российской Федерации, уволенные с военной службы, имеющие выслугу 20 лет и более в календарном исчислении, прослужившие (проработавшие) в финансово-экономических органах Вооружённых Сил 10 лет и более в календарном исчислении;
- другие лица, оказывающие содействие в решении задач по финансово-экономическому обеспечению Вооружённых Сил.

Награждение медалью производится приказом начальника Службы экономики и финансов Министерства обороны в порядке, установленном в Министерстве обороны.

## Правила ношения
Медаль носится в соответствии с Правилами ношения военной формы одежды военнослужащими Вооружённых Сил Российской Федерации и располагается после медали Министерства обороны Российской Федерации «Генерал армии Комаровский».

## Описание медали
Медаль изготавливается из металла серебристого цвета и имеет форму круга диаметром 32 мм с выпуклым бортиком с обеих сторон. На лицевой стороне медали: в центре — рельефный портрет генерал-полковника В. Н. Дутова; под портретом по кругу — рельефная надпись: «ГЕНЕРАЛ-ПОЛКОВНИК ДУТОВ». На оборотной стороне медали: в центре — рельефная надпись в три строки: «За вклад в развитие военной экономики и финансов»; по кругу — рельефная надпись: в верхней части — «МИНИСТЕРСТВО ОБОРОНЫ», в нижней части — «РОССИЙСКОЙ ФЕДЕРАЦИИ».
Медаль при помощи ушка и кольца соединяется с пятиугольной колодкой, обтянутой шёлковой муаровой лентой шириной 24 мм. С правого края ленты оранжевая полоса шириной 10 мм окаймлена чёрной полосой шириной 2 мм, левее — малиновая полоса шириной 12 мм, посередине которой — серебряная полоса шириной 2 мм.
Элементы медали символизируют:
- портрет генерал-полковника В. Н. Дутова — выдающиеся заслуги в организации финансового обеспечения войск в ходе Великой Отечественной войны 1941—1945 годов, а также успешное руководство органами финансовой службы Вооружённых Сил на протяжении 30 лет;
- оранжевая полоса ленты медали, окаймлённая чёрной полосой, — статус медали как ведомственной награды Министерства обороны;
- малиновая и серебряная полосы ленты медали (традиционные цвета приборного сукна и металлического прибора военной формы одежды офицеров интендантской службы Русской и Советской армии, а также военнослужащих финансово-экономических органов Вооруженных Сил) — предназначение медали для награждения военнослужащих финансово-экономических органов Вооружённых Сил.

## Дополнительные поощрения награждённым
- Согласно Федеральному закону РФ «О ветеранах» и принятым в его развитие подзаконным актам, лицам, награждённым до 20 июня 2008 года медалью «Генерал-полковник Дутов», при наличии соответствующего трудового стажа или выслуги лет представляется право присвоения звания «Ветеран труда»[1].